# Phare de la Hève
Pour les articles homonymes, voir La Hève (homonymie).
Le phare de la Hève s'élève sur les hautes falaises crayeuses du nord de l'estuaire de la Seine, sur le cap de la Hève, dans la commune de Sainte-Adresse. La construction actuelle, réalisée par Henri Colboc, a été mise en service en 1951 ; un escalier de 161 marches mène à sa lanterne (portée d'environ 50 km). Il culmine à 102 mètres au-dessus du niveau de la mer. 
Le phare a fait l’objet d’une inscription au titre des monuments historiques depuis le 24 novembre 2010. Il ne se visite pas. 

## Histoire

### Phares antérieurs
En 1364, sur l'ordre du roi Charles V une tour à feu fut bâtie sur la falaise et fonctionna pendant quatre siècles. 
Au XVIIIe siècle, après un effondrement de falaise, deux phares identiques de 17 mètres de hauteur furent construits en 1775 à une centaine de mètres de la falaise et sont éclairés dès 1775.
L'architecte et ingénieur Léonce Reynaud à la direction du Service des phares et balises depuis 1846 va collaborer avec la société de l'ingénieur Louis Sautter (1825-1912), spécialisée dans la production de lanternes pour phares maritimes depuis 1852.  
La société Sautter va installer en 1863 les premières lanternes électriques à arc, alimentées par les générateurs électriques de marque Alliance d' Henry Wilde (en). 

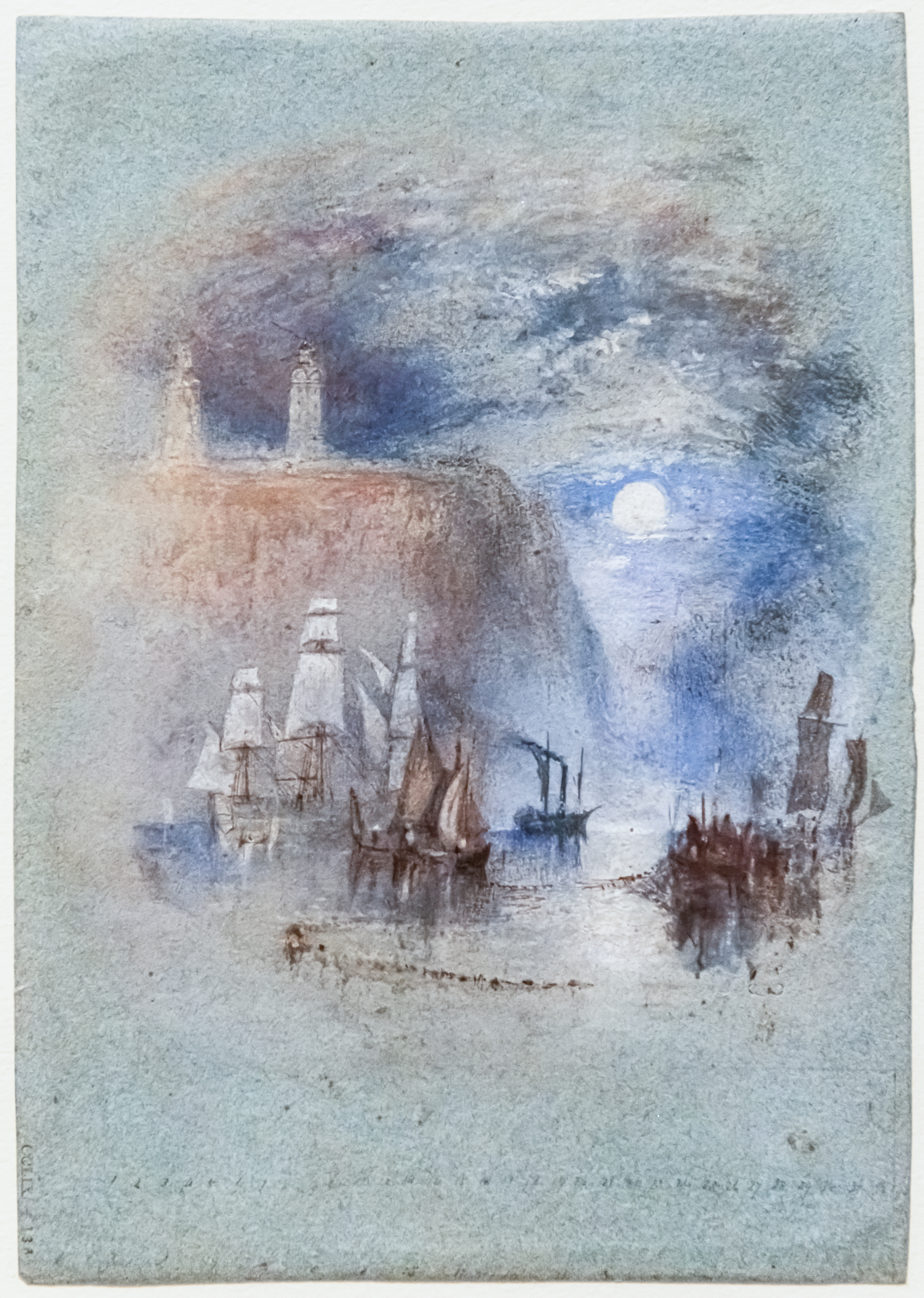
Light-Towers of la Hève - 1832 - William Turner
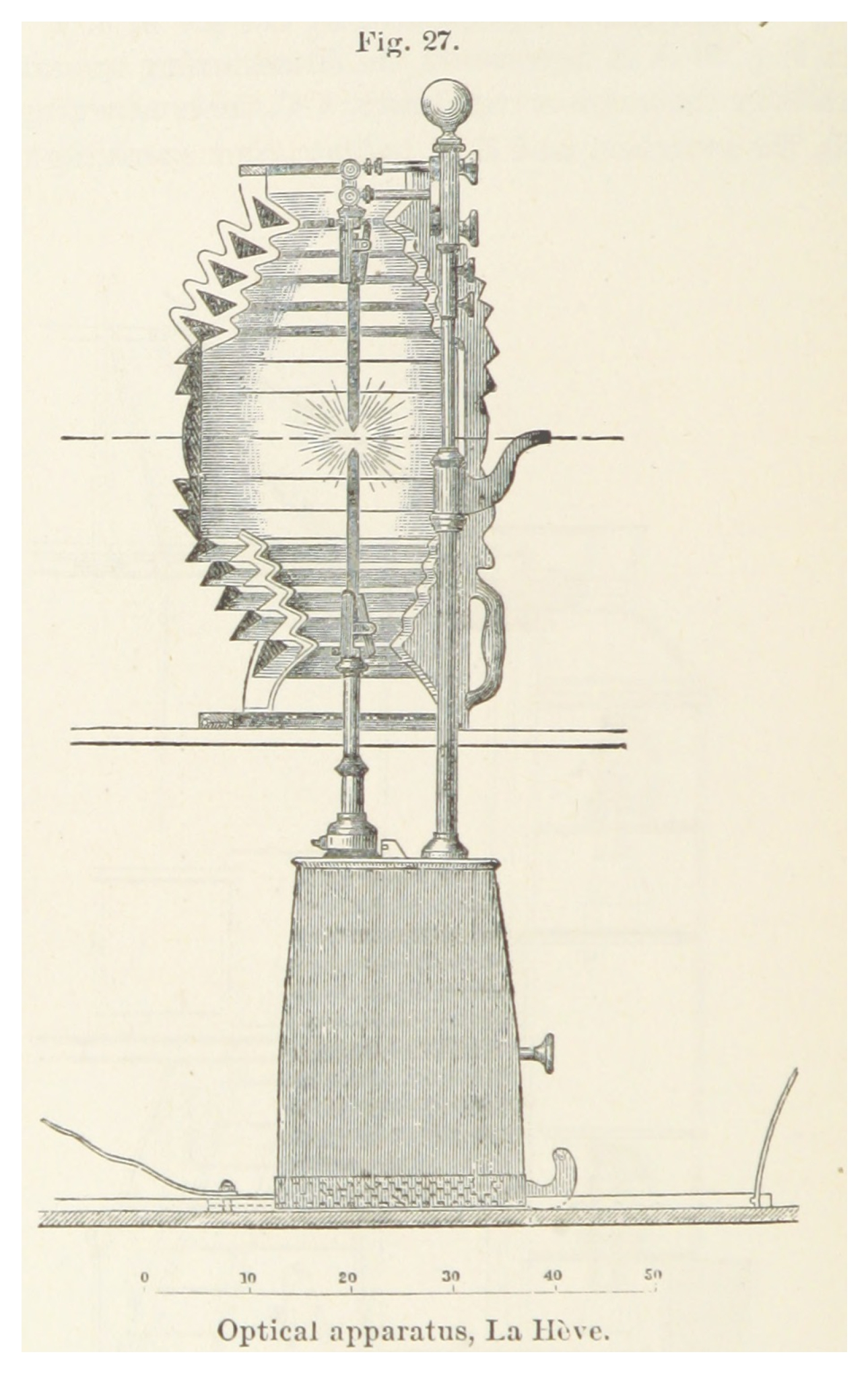
Lentille de Fresnel et lampe à arc (1875)
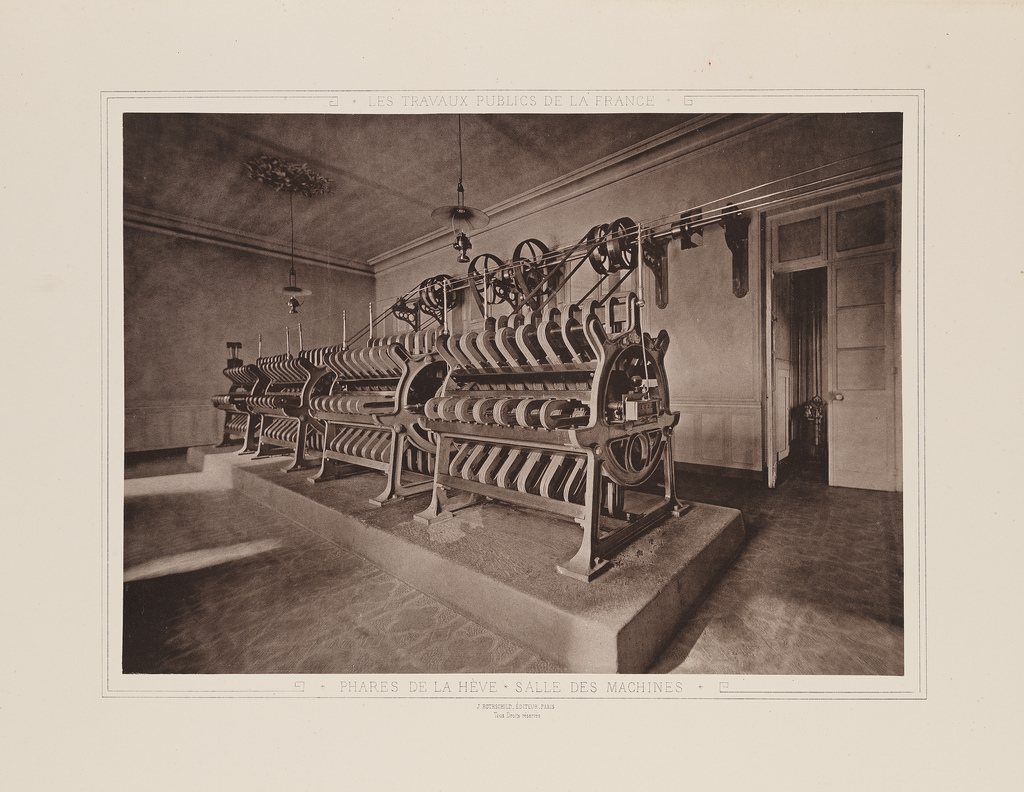
Salle des machines, générateurs électriques Alliance (1883)
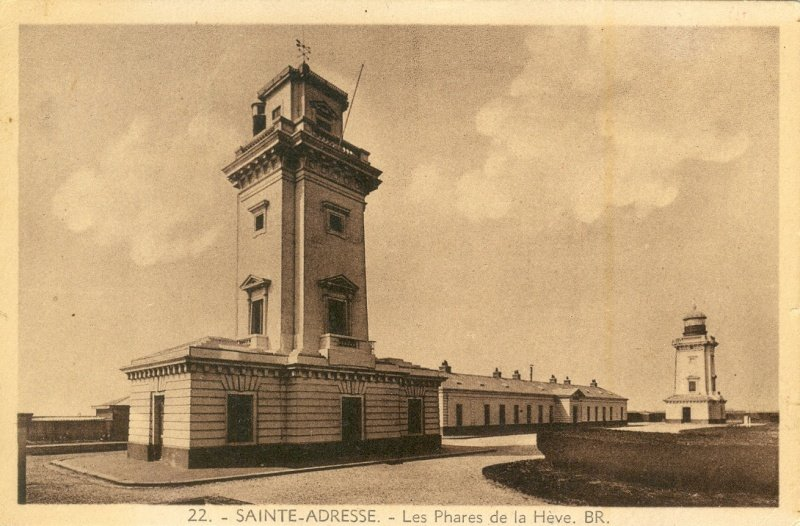
Les deux phares en 1900

En 1924, les lampes à arc sont remplacées par des lampes à incandescence plus puissantes (portée d'environ 48 km).
Les deux phares furent détruits pendant la Seconde guerre mondiale en 1944.